# 衡阳南岳机场
衡阳南岳机场（简称南岳机场），为中国湖南省衡阳市的商用機场。于2014年12月23日开航。

## 机场概况
衡阳南嶽機場位於中國湖南省衡南縣雲集鎮，為中華人民共和國主要支線機場，主要服務城市為衡陽市，周邊东接京廣高鐵衡陽東站、京港澳高速公路、衡炎高速公路、湘江，北接衡邵高速公路、南岳高速公路、衡昆高速公路、京广铁路衡阳站、湘桂铁路衡阳西站、衡柳高铁衡阳南站。机场跑道長寬為2600米×45米，飞行区等级指标为4C，航站樓建築面積14316平方米，含1个B类和4个C类机位。

## 历史
2010年11月，衡陽南嶽機場的建設方案获中華人民共和國国务院常务会议通过，投資5.56亿人民幣，按满足年旅客吞吐量45万人次、货邮吞吐量1600吨的目标进行设计。
2012年5月30日，动工建设。
2014年6月13日，中国民航总局的C560型飞机校飞成功。
2014年6月24日，中国南方航空的A320试飞成功。
2014年12月23日，正式通航，首航为衡阳—北京-南苑，由中国联合航空的B737-800执飞。
2015年7月31日，衡阳南岳机场累计进出港58,436人次，位列湖南省机场吞吐量第5。
2017年，南岳机场运输起降4962架次，旅客吞吐量470519人次，货邮吞吐量602.2吨。
2019年11月23日，衡阳南岳机场年旅客吞吐量突破100万人次，5年内实现了原计划20年才能完成的目标，旅客吞吐量在湖南省内仅次于长沙黄花国际机场，张家界荷花机场。
2019年机场完成运输起降11094架次、旅客吞吐量1102857人次、货邮吞吐量1258.6吨，与去年同期分别增长28.4%、35.1%、65.6%；进出港平均客座率80.4%，同比增长2.5个百分点；放行正常率达92.31%；

### 航站楼
南岳机场航站楼总建筑面积14316平方米，造型如同大雁展开双翼。航站楼东南面为空侧，西北面为陆侧，采用二层式布局。南岳机场航站楼设有离港层和到港层两层，一层建筑面积7234平方米，主要为迎客大厅、行李提取厅、进出港行李分拣区、远机位候机厅、贵宾候机区及办公和设备用房；二层建筑面积7082平方米，主要安排有办票、安检及候机三个主要功能区域，以及配套的商业、办公、服务区域。航站楼配置2组登机桥，通过摆渡车，可以抵达其他三个远机位。

## 航空公司與航点
| 航空公司     | 目的地                            |
| ------------ | --------------------------------- |
| 中國國際航空 | 北京/首都、成都/天府              |
| 山东航空     | 济南、贵阳、南宁                  |
| 中国东方航空 | 潮汕、青岛 、三亚、西安           |
| 上海航空     | 昆明、上海/浦东                   |
| 春秋航空     | 上海/虹桥                         |
| 中国南方航空 | 重庆、福州                        |
| 厦门航空     | 厦门                              |
| 海南航空     | 海口、杭州、兰州                  |
| 天津航空     | 天津、西安                        |
| 华夏航空     | 重庆                              |
| 成都航空     | 成都/双流、泉州、温州、宁波、丽江 |
| 吉祥航空     | 南京、湛江                        |
| 九元航空     | 无锡、西双版纳                    |
| 首都航空     | 沈阳、三亚                        |

## 地面交通

#### 公交车
- 203路 南岳机场-衡阳东站
- 167路 南岳机场-衡阳站
- 168路 南岳机场-南华大学新校区